# Salomon Kalou
Salomon Armand Magloire Kalou (* 5. August 1985 in Oumé, Gôh-Djiboua) ist ein ehemaliger ivorischer Fußballspieler.

## Karriere

### Vereine

#### ASEC Abidjan und Feyenoord Rotterdam
Kalou begann seine Karriere beim ASEC Mimosas. Von dort wechselte er im Sommer 2003 zu Feyenoord Rotterdam. Zwischenzeitlich war er in der Saison 2004/05 an den Partnerverein Excelsior Rotterdam ausgeliehen worden, bevor er wieder in den Profikader kam. Durch seine zwei Treffer gegen Schalke 04 (2:1) zog Feyenoord ins Achtelfinale des UEFA-Pokal 2004/05 ein und schied dort gegen Sporting Lissabon aus. Bis dahin hatte er schon zwei Tore im Wettbewerb und neun in der niederländischen Liga erzielt.
2005 wurde er zum Fußballer-Talent des Jahres der Niederlande gekürt.

#### FC Chelsea
Am 30. Mai 2006 wechselte Kalou zum englischen Profiverein FC Chelsea. Er erhielt die Rückennummer 21. Im Verein spielte er mit dem ivorischen Landsmann Didier Drogba und erzielte sein erstes Tor in der Premier League im Dezember 2006 beim 3:2 gegen Wigan Athletic. Seine erste Saison mit Chelsea endete mit einem Sieg im League-Cup-Finale. Unter Trainer Avram Grant wurde Kalou weiterhin eingesetzt und schoss im Elfmeterschießen im Champions-League-Finale in Moskau den sechsten Elfmeter, Chelsea verlor jedoch am Ende mit 5:6. Im Mai 2009 gewann Kalou zum zweiten Mal mit Chelsea den FA Cup nach einem 2:1 gegen den FC Everton.
In der Saison 2011/12 gewann er mit Chelsea den FA Cup gegen den FC Liverpool mit 2:1 und die Champions League mit 5:4 im Elfmeterschießen. In der Premier League kam er nur auf zwölf Einsätze (ein Tor), nur zweimal spielte er über 90 Minuten. Beim Champions-League-Sieg über den FC Bayern München stand Kalou in der Startelf, da Ramires gesperrt war und wurde in der 84. Minute ausgewechselt.
Nach 60 Toren in 251 Spielen für den FC Chelsea lief Kalous Vertrag im Juli 2012 aus.

#### OSC Lille
Im Juli 2012 wechselte Kalou zum französischen Verein OSC Lille. Er erhielt einen Vertrag bis 2016, der jedoch vorzeitig aufgelöst wurde. In der Saison 2012/13 erzielte er dort 14 Tore, im Spieljahr 2013/14 waren es 16 Treffer.

#### Hertha BSC
Zu Beginn der Bundesligasaison 2014/15 wechselte Kalou am 31. August 2014 zu Hertha BSC und erhielt dort einen bis 2017 gültigen Vertrag. Sein erstes Pflichtspieltor für Hertha war der 1:0-Siegtreffer am 24. September 2014 (5. Spieltag) im Heimspiel gegen den VfL Wolfsburg. Am 3. Oktober 2014 (7. Spieltag) erzielte er beim 3:2 im Heimspiel gegen den VfB Stuttgart zwei Tore. Beim Auswärtsspiel gegen Hannover 96 am 6. November 2015 (12. Spieltag) erzielte er seinen ersten Dreierpack in der Bundesliga. Im März 2017 gab der BSC die Verlängerung des bestehenden Vertrags bis 2020 bekannt.
Nachdem der Ivorer in seiner zweiten Saison seine beste Leistung mit 17 Treffern und zwei Assists in 37 Pflichtspielen abgeliefert hatte, war er in der Folge Stammkraft. In der UEFA Europa League 2017/18, seiner einzigen Teilnahme mit den Berlinern am Europapokal, schied er mit der Mannschaft bereits in der Gruppenphase aus. 2019 führte er die Mannschaft zeitweise als Spielführer an, schoss acht Ligatore und wurde mit der Hertha am Saisonende Elfter.
In der Spielzeit 2019/20 kam Kalou nur auf fünf überwiegend kurze Ligaeinsätze sowie zwei Pokalpartien. In der Winterpause wurde Kalou vom Cheftrainer Jürgen Klinsmann freigestellt, um sich einen neuen Arbeitgeber zu suchen und flog deshalb nicht in das Wintertrainingslager in den USA. Anfang Februar 2020 kehrte Kalou in das Mannschaftstraining zurück. Unter Klinsmanns Nachfolger Alexander Nouri kam Kalou nicht mehr zum Einsatz.
Am 4. Mai 2020 streamte Kalou über Facebook während der aufgrund der COVID-19-Pandemie nötig gewordenen Saisonunterbrechung live aus der Kabine. Dabei begrüßte Kalou Mitspieler und Betreuer, die von dieser Liveübertragung nichts wussten, per Handschlag, missachtete Abstandsregelungen und filmte ein Gespräch über den Gehaltsverzicht der Hertha-Profis. Kurz danach wurde Kalou vom Trainings- und Spielbetrieb freigestellt. Michael Preetz, Herthas Sport-Geschäftsführer, stellte fest, Kalou habe mit seinem Video nicht nur Hertha BSC einen großen Schaden zugefügt, sondern vor allem in der Diskussion über die Wiederaufnahme des Spielbetriebs und die Rolle des Profifußballs „den Eindruck erweckt, dass einzelne Spieler das Thema Corona nicht ernst nehmen“.

#### Weitere Stationen
Anfang Juli 2020 schloss sich Kalou dem brasilianischen Erstligisten Botafogo FR an. Er erzielte nur ein einziges Tor, Botafogo stieg als Tabellenletzter ab und Kalou unterzeichnete einen vorzeitigen Aufhebungsvertrag, so dass er den Klub im April 2021 verlassen konnte. Erst im Juni 2022 schloss er sich wieder einem Team an und wurde Spieler des AS Arta/Solar7, amtierender Meister der Championnat National, Division 1 in Dschibuti.

### Nationalmannschaft

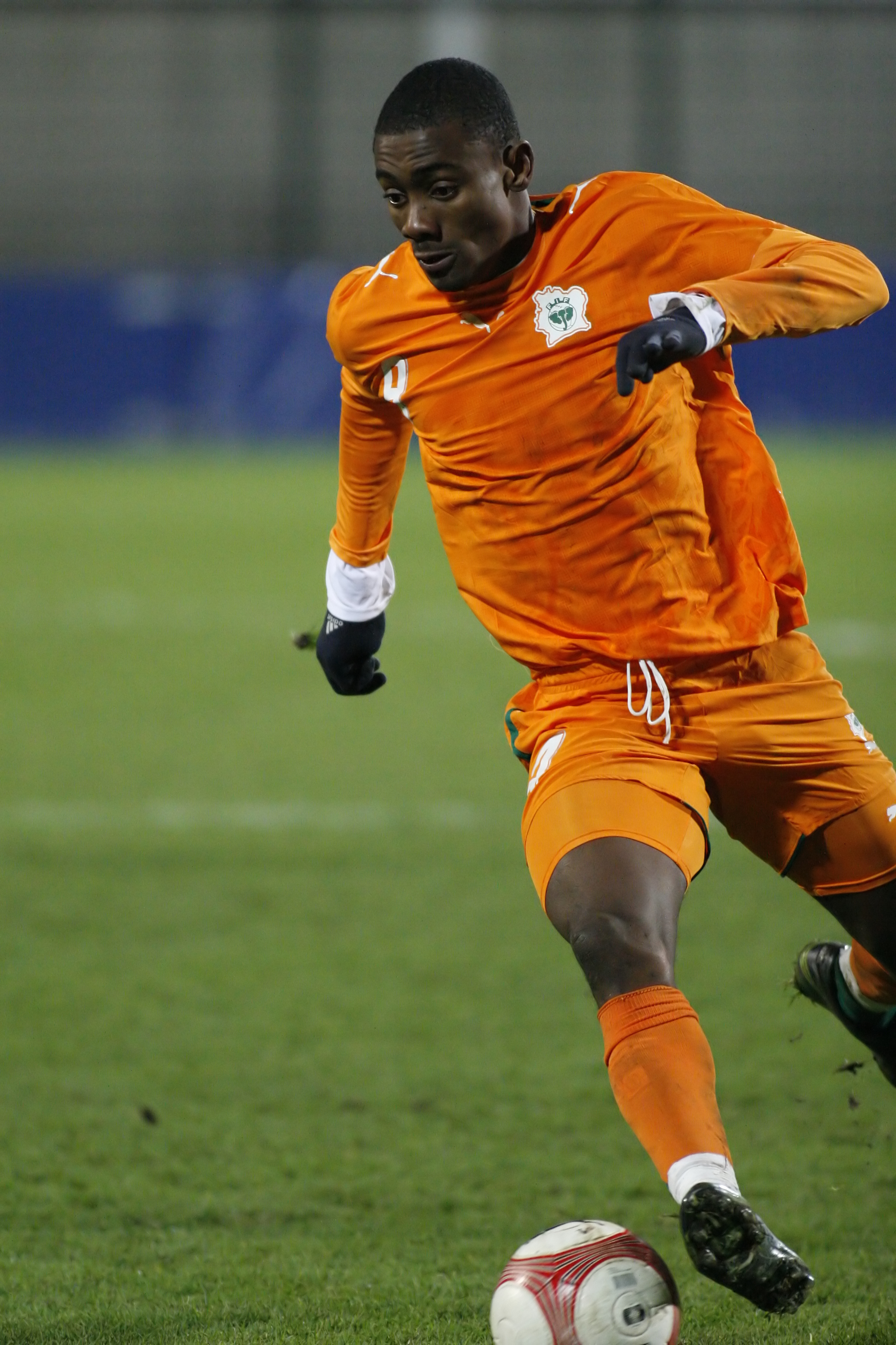
Kalou bei seinem ersten Einsatz in der ivorischen Nationalmannschaft (2007)

Am 6. Februar 2007 debütierte Kalou in der ivorischen A-Nationalmannschaft, die in Rouen mit 1:0 gegen die Auswahl Guineas gewann.
Mit der Elfenbeinküste nahm Salomon Kalou an der Fußball-Weltmeisterschaft 2010 und 2014 teil. Zudem gewann er mit der Nationalmannschaft im Jahr 2015 die Afrikameisterschaft in Äquatorialguinea.
In 96 weiteren Einsätzen erzielte er 28 Tore.

## Erfolge
Mit seinen Vereinen
- Englischer Meister: 2010
- Englischer Pokalsieger: 2007, 2009, 2010, 2012
- Englischer Ligapokalsieger: 2007
- Englischer Superpokalsieger: 2009
- UEFA Champions League: 2012

Mit der Nationalmannschaft
- Afrikameister: 2015

Auszeichnungen
- Fußballer-Talent des Jahres der Niederlande: 2005
- CAF Young Player of the Year: 2006
- Spieler des Monats der Ligue 1: April 2013, Dezember 2013

## Sonstiges
Sein sieben Jahre älterer Bruder Bonaventure Kalou war ebenfalls ivorischer Nationalspieler.